# أليكس بارسونز
أليكس بارسونز (بالإنجليزية: Alex Parsons)‏ (7 سبتمبر 1992 في المملكة المتحدة - ) هو لاعب كرة قدم بريطاني في مركز الوسط. لعب مع نادي بورنموث وبوغنور ريجيس تاون وBashley F.C. ‏ ونادي وايتهوك وWimborne Town F.C. ‏.

## وصلات خارجية
- أليكس بارسونز على موقع قاعدة بيانات كرة القدم.إي يو (الإنجليزية)
- أليكس بارسونز على موقع Soccerbase.com (لاعب) (الإنجليزية)